# Indrit Tuci
Indrit Tuci (Lezhë, 14 settembre 2000) è un calciatore albanese, attaccante dello Sparta Praga.

## Caratteristiche tecniche
È un centravanti.

## Carriera

### Club
Cresciuto nel settore giovanile dell'Akademia e Futbollit, nel 2019 Tuci è stato acquistato dalla Lokomotiva Zagabria, nella massima serie croata. Ha esordito in prima squadra il 26 maggio 2019, nella partita di campionato persa per 3-2 contro il Gorica.
Il 29 dicembre 2023, viene annunciato il suo passaggio a titolo definitivo allo Sparta Praga, nella massima serie ceca, per circa un milione di euro.

### Nazionale
Ha giocato nelle nazionali giovanili albanesi Under-19 ed Under-21.

## Statistiche

### Presenze e reti nei club
Statistiche aggiornate al 31 agosto 2024.
| Stagione                   | Squadra                    | Campionato                 | Campionato | Campionato | Coppe nazionali | Coppe nazionali | Coppe nazionali | Coppe continentali | Coppe continentali | Coppe continentali | Altre coppe | Altre coppe | Altre coppe | Totale | Totale | Totale |
| Stagione                   | Squadra                    | Comp                       | Pres       | Reti       | Comp            | Pres            | Reti            | Comp               | Pres               | Reti               | Comp        | Pres        | Reti        | Pres   | Reti   |        |
| -------------------------- | -------------------------- | -------------------------- | ---------- | ---------- | --------------- | --------------- | --------------- | ------------------ | ------------------ | ------------------ | ----------- | ----------- | ----------- | ------ | ------ | ------ |
| 2018-2019                  | Lokomotiva Zagabria        | 1. HNL                     | 1          | 0          | CC              | 0               | 0               | -                  | -                  | -                  | -           | -           | -           | 1      | 0      |        |
| 2019-2020                  | Lokomotiva Zagabria        | 1. HNL                     | 25         | 4          | CC              | 3               | 0               | -                  | -                  | -                  | -           | -           | -           | 28     | 4      |        |
| 2020-2021                  | Lokomotiva Zagabria        | 1. HNL                     | 14         | 3          | CC              | 1               | 0               | UCL+UEL            | 1+1                | 0                  | -           | -           | -           | 17     | 3      |        |
| 2021-2022                  | Lokomotiva Zagabria        | 1. HNL                     | 7          | 1          | CC              | 1               | 0               | -                  | -                  | -                  | -           | -           | -           | 8      | 1      |        |
| 2022-2023                  | Lokomotiva Zagabria        | 1. HNL                     | 30         | 6          | CC              | 3               | 1               | -                  | -                  | -                  | -           | -           | -           | 33     | 7      |        |
| 2023-gen. 2024             | Lokomotiva Zagabria        | 1. HNL                     | 17         | 6          | CC              | 1               | 0               | -                  | -                  | -                  | -           | -           | -           | 18     | 6      |        |
| Totale Lokomotiva Zagabria | Totale Lokomotiva Zagabria | Totale Lokomotiva Zagabria | 94         | 20         |                 | 9               | 1               |                    | 2                  | 0                  |             | -           | -           | 105    | 21     |        |
| gen.-giu. 2024             | Sparta Praga               | 1L                         | 9          | 0          | CR              | 2               | 0               | UCL+UEL            | 0+3                | 1                  | -           | -           | -           | 14     | 1      |        |
| 2024-2025                  | Sparta Praga               | 1L                         | 3          | 2          | CR              | 0               | 0               | UCL                | 2                  | 1                  | -           | -           | -           | 5      | 3      |        |
| Totale Sparta Praga        | Totale Sparta Praga        | Totale Sparta Praga        | 12         | 2          |                 | 2               | 0               |                    | 5                  | 2                  |             | -           | -           | 19     | 4      |        |
| Totale carriera            | Totale carriera            | Totale carriera            | 106        | 22         |                 | 11              | 1               |                    | 7                  | 2                  |             | -           | -           | 124    | 25     |        |

### Cronologia presenze e reti in nazionale
| Cronologia completa delle presenze e delle reti in nazionale ― Albania | Cronologia completa delle presenze e delle reti in nazionale ― Albania | Cronologia completa delle presenze e delle reti in nazionale ― Albania | Cronologia completa delle presenze e delle reti in nazionale ― Albania | Cronologia completa delle presenze e delle reti in nazionale ― Albania | Cronologia completa delle presenze e delle reti in nazionale ― Albania | Cronologia completa delle presenze e delle reti in nazionale ― Albania | Cronologia completa delle presenze e delle reti in nazionale ― Albania |
| Data                                                                   | Città                                                                  | In casa                                                                | Risultato                                                              | Ospiti                                                                 | Competizione                                                           | Reti                                                                   | Note                                                                   |
| ---------------------------------------------------------------------- | ---------------------------------------------------------------------- | ---------------------------------------------------------------------- | ---------------------------------------------------------------------- | ---------------------------------------------------------------------- | ---------------------------------------------------------------------- | ---------------------------------------------------------------------- | ---------------------------------------------------------------------- |
| 11-10-2024                                                             | Praga                                                                  | Rep. Ceca                                                              | 2 – 0                                                                  | Albania                                                                | UEFA Nations League 2024-2025 - 1º turno                               | -                                                                      | 65’                                                                    |
| 14-10-2024                                                             | Tbilisi                                                                | Georgia                                                                | 0 – 1                                                                  | Albania                                                                | UEFA Nations League 2024-2025 - 1º turno                               | -                                                                      | 66’                                                                    |
| 16-11-2024                                                             | Tirana                                                                 | Albania                                                                | 0 – 0                                                                  | Rep. Ceca                                                              | UEFA Nations League 2024-2025 - 1º turno                               | -                                                                      | 84’                                                                    |
| 19-11-2024                                                             | Tirana                                                                 | Albania                                                                | 1 – 2                                                                  | Ucraina                                                                | UEFA Nations League 2024-2025 - 1º turno                               | -                                                                      | 76’ 80’                                                                |
| Totale                                                                 |                                                                        | Presenze                                                               | 4                                                                      |                                                                        | Reti                                                                   | 0                                                                      |                                                                        |

| Cronologia completa delle presenze e delle reti in nazionale ― Albania under 21 | Cronologia completa delle presenze e delle reti in nazionale ― Albania under 21 | Cronologia completa delle presenze e delle reti in nazionale ― Albania under 21 | Cronologia completa delle presenze e delle reti in nazionale ― Albania under 21 | Cronologia completa delle presenze e delle reti in nazionale ― Albania under 21 | Cronologia completa delle presenze e delle reti in nazionale ― Albania under 21 | Cronologia completa delle presenze e delle reti in nazionale ― Albania under 21 | Cronologia completa delle presenze e delle reti in nazionale ― Albania under 21 |
| Data                                                                            | Città                                                                           | In casa                                                                         | Risultato                                                                       | Ospiti                                                                          | Competizione                                                                    | Reti                                                                            | Note                                                                            |
| ------------------------------------------------------------------------------- | ------------------------------------------------------------------------------- | ------------------------------------------------------------------------------- | ------------------------------------------------------------------------------- | ------------------------------------------------------------------------------- | ------------------------------------------------------------------------------- | ------------------------------------------------------------------------------- | ------------------------------------------------------------------------------- |
| 15-11-2019                                                                      | Scutari                                                                         | Albania under 21                                                                | 0 – 3                                                                           | Inghilterra under 21                                                            | Qual. Europeo Under-21 2021                                                     | -                                                                               | 60’                                                                             |
| 4-9-2020                                                                        | Ried im Innkreis                                                                | Austria under 21                                                                | 1 – 5                                                                           | Albania under 21                                                                | Qual. Europeo Under-21 2021                                                     | 1                                                                               | 48’ 69’                                                                         |
| 8-9-2020                                                                        | Elbasan                                                                         | Albania under 21                                                                | 3 – 1                                                                           | Andorra under 21                                                                | Qual. Europeo Under-21 2021                                                     | -                                                                               | 55’                                                                             |
| 13-11-2020                                                                      | Pristina                                                                        | Kosovo under 21                                                                 | 0 – 1                                                                           | Albania under 21                                                                | Qual. Europeo Under-21 2021                                                     | -                                                                               | 58’                                                                             |
| 17-11-2020                                                                      | Wolverhampton                                                                   | Inghilterra under 21                                                            | 5 – 0                                                                           | Albania under 21                                                                | Qual. Europeo Under-21 2021                                                     | -                                                                               | cap. 68’                                                                        |
| 25-3-2022                                                                       | Elbasan                                                                         | Albania under 21                                                                | 0 – 1                                                                           | Rep. Ceca under 21                                                              | Qual. Europeo Under-21 2021                                                     | -                                                                               | 62’                                                                             |
| 29-3-2022                                                                       | Elbasan                                                                         | Albania under 21                                                                | 0 – 3                                                                           | Inghilterra under 21                                                            | Qual. Europeo Under-21 2021                                                     | -                                                                               | 14’                                                                             |
| Totale                                                                          |                                                                                 | Presenze                                                                        | 7                                                                               |                                                                                 | Reti                                                                            | 1                                                                               |                                                                                 |

## Palmarès

### Club

#### Competizioni nazionali
- Campionato ceco: 1

Sparta Praga: 2023-2024
- Coppa della Repubblica Ceca: 1

Sparta Praga: 2023-2024